# Madijas
Los Madija, Kulina o Culina son un pueblo indígena que habitan en las cuencas de los ríos Yuruá y Purus del estado de Acre y Amazonas (Brasil) y en la Amazonía peruana en el Alto Purús y en la cuenca de su afluente, el rio Santa Rosa. Hablan una lengua de la familia arawá.

## Organización social
Los miembros de esta etnia practican el matrimonio de primos cruzados. También es común la poliginia y el sororato por intercambio, aunque esta práctica se presenta cada vez con menor frecuencia. El levirato o matrimonio de la viuda con uno de sus cuñados también es una práctica madija que pierde presencia.
Los madija o culina se dividen en unidades sociales que se autodenominan con nombres de plantas o animales; al parecer estos grupos no tienen una norma matrimonial.

## Cultura
Practican la agricultura itinerante, la cacería y la recolección de productos de la selva. Son cultivadas hasta 15 especies en cada huerta, de entre dos y un cuarto de hectárea. Puesto que estas áreas abiertas para el cultivo son relativamente pequeñas, después de aprovecharlas y “abandonarlas”, como están rodeadas de bosque, rápidamente ocurre la regeneración forestal.
Elaboran su ropa con el algodón que cultivan, hilan y tinturan. Fabrican diferentes artesanías. Los dsopinejés extraen o lanzan doris para curar o causar la enfermedad. Las mujeres cantan durante el ritual de curación. Los marinahua dominan el arte de soñar y entran en trance con yajé, para traer del mundo subterráneo los animales para cazar.